# Ballerinan och uppfinnaren
Ballerinan och uppfinnaren är en fransk-kanadensisk animerad film regisserad av Éric Summer och Éric Warin, från 2016. Filmen är datoranimerad och berättar historien om en ung bretonsk föräldralös flicka som flyttar till Paris i slutet av 1800-talet för att bli dansös på operan. Ballerinan och uppfinnaren mottog blandade recensioner i fransk media men var emellertid en stor framgång bland biobesökare i Frankrike och världen över. 

## Handling

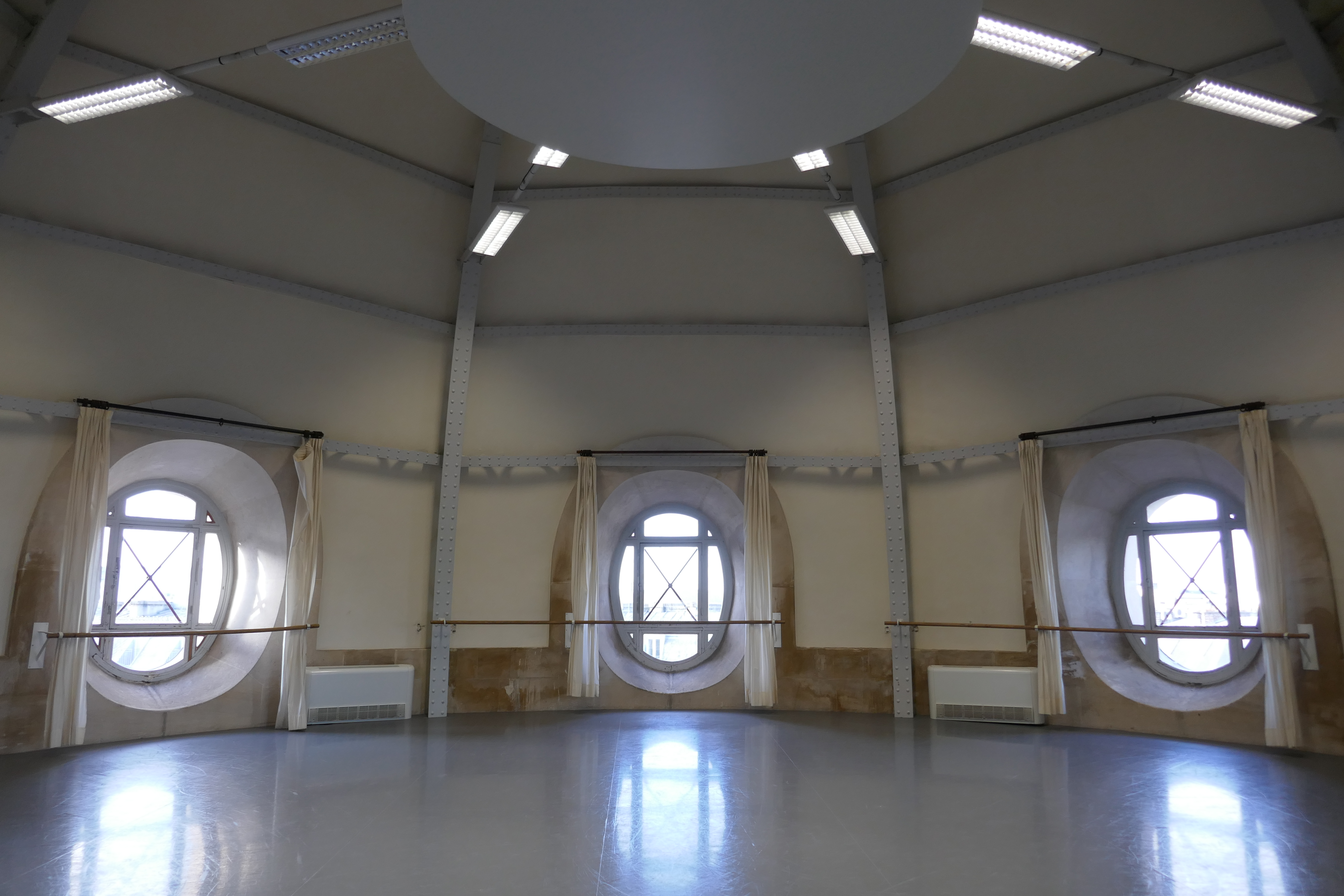
Repetitionsrummet Zambelli i operahuset i Paris, återgivet i filmen.

Historien äger rum i Frankrike på 1880-talet. 
Félicie är en ung bretonisk föräldralös flicka som drömmer om att bli en prima ballerina. För att uppnå detta flyr hon från barnhemmet med sin barndomsvän Victor som vill bli uppfinnare. Men när de anländer till Paris separeras dem. Victor får jobb på Gustave Eiffels kontor. 
Hämtad av en städaren Odette, låtsas hon vara Camille Le Haut, hennes arbetsgivares dotter, för att bli student på operan i Paris. Hon försöker få en roll i Nötknäpparen, men är inte maskerad och måste återvända till barnhemmet. Till slut flyr hon en gång till. Med hjälp av Victor och Odette, mycket arbete och passion lyckas hon fastna. 

## Rollista
| Roll                  | Fransk röst         | Engelsk röst                               | Svensk röst           |
| --------------------- | ------------------- | ------------------------------------------ | --------------------- |
| Félicie Le Bras       | Camille Cottin      | Elle Fanning                               | Mimmi Sandén          |
| Victor Hubert         | Malik Bentalha      | Dane DeHaan (England) Nat Wolff (USA)      | Lukas Kruger          |
| Camille Le Haut       | Magali Barney       | Maddie Ziegler                             | Amanda Jennefors      |
| Odette                | Kaycie Chase        | Carly Rae Jepsen                           | Annelie Berg Bhagavan |
| Mérante               | Laurent Maurel      | Terrence Scammell                          | Göran Gillinger       |
| Regine Le Haut        | Françoise Cadol     | Julie Khaner (England) Kate McKinnon (USA) | Lizette Paulson       |
| M.Luteau              | Pascal Casanova     | Mel Brooks                                 |                       |
| operadirektören       | Frédéric Souterelle |                                            |                       |
| Dora                  | Émilie Marié        |                                            |                       |
| Rosita                | Céline Melloul      |                                            |                       |
| Nora                  | Lila Lacombe        |                                            |                       |
| Rudolph               | Antoine Schoumsky   |                                            |                       |
| barnhemsföreståndaren | Cathy Cerda         |                                            |                       |

- Svensk regi och översättning — Göran Gillinger
- Tekniker — Alex K. Andrell[3]

## Filmdesign
Regissörerna Éric Summer och Eric Warin valde att filmen skulle inspela sig i Frankrike i slutet av 1800-talet. 
Eftersom producenterna arbetade där med sin första animerade film, satte de upp sin egen studio för att göra processen enklare. Animationsstudion L'Atelier grundades i Montreal. Ted Ty, en tidigare arbetare på Dreamworks och Disney, rekryterades för att leda animationsteamet. 
Dansaren Aurélie Dupont, som var inblandad i projektet från början, blev gradvis filmens koreograf, precis som dansaren Jérémie Bélingard.

## Soundtrack
Den ursprungliga musiken för filmen komponeras av Klaus Badelt. Låtarna skrevs av Christopher Braide. Sia Furler framför också låten Suitcase, skriven tillsammans med Christopher Braide.

## Om filmen
Flera landmärken i Paris dyker upp i filmen, till exempel Palais du Trocadéro och Paris operahus, samt andra som är under uppbyggnad som Eiffeltornet och Frihetsgudinnan. 